# 鄭奇光
鄭奇光（英語：Timothy，1994年10月14日—），台灣男演員，伊林娛樂旗下男藝人 。

## 演出作品

### MV作品
- 2015  謝和弦《台北台北》
- 2019  曾沛慈《大風吹》

### 廣告作品
- sony Xperia X 廣告
- EDWIN
- 多力多滋
- 麥香

### 平面雜誌
- BANG!八月號
- YAMAHA機車平面廣告
- 蘋果今日我最帥

## 外部連結
Instagram
- 鄭奇光IG

Facebook
- 鄭奇光FB